# Dalmatia Tower
Dalmatia Tower je poslovna stolpnica in hotel v Splitu na Hrvaškem. Nahaja se na križišču ulice Domovinskog rata in Dubrovačke ulice in je najvišja stavba na Hrvaškem.

## Tehnične informacije
Dalmatia Tower je najvišja stavba Hrvaškem. Visok je 112 metrov in ima 27 nadstropij. Na strehi je 22 metrov visok jekleni jambor, ki poveča višino stolpa na 135 metrov. Ima tudi pet podzemnih nivojev, v katerih so parkirišča. Stavba ima osem dvigal. Štiri dvigala služijo nadstropjem od 3 do 15, kjer se nahaja pisarniški prostor, preostala štiri dvigala pa služijo nadstropjem 1, 2 in 16 do 27. Ta prostor zaseda hotel AC Hotels by Marriott, pri čemer je restavracija v prvem nadstropju, kongresni center v drugem nadstropju, spa, bazen in fitnes v 16. nadstropju, v ostalih pa hotelske sobe.

## Zgodovina
Stavba je del kompleksa Westgate Towers, ki vključuje dva nebotičnika. Prvi, ki so ga zgradili, je bil 12-nadstropni, 55 metrov visok Westgate Tower A, v katerem je sedež Splitske banke, ki so ga začeli graditi sredi leta 2015 in odprli konec leta 2016. Drugi stolp se je sprva imenoval Westgate Tower B, njegovo prvotno število nadstropij pa je bilo 17 z višino 75 metrov. Gradnja se je začela konec leta 2016, vendar so bila dela ob doseženem 17. nadstropju ustavljena za šest mesecev, dokler investitor ni pridobil novega gradbenega dovoljenja, ki je dovoljevalo postavitev dodatnih 10 nadstropij, zdaj skupaj 27. Dela na stolpu so se nadaljevala sredi leta 2018. Konec leta 2017 je projekt Westgate prejel nagrado International Property Award za najboljšo poslovno stolpnico v Evropi. Gradnja je bila zaključena leta 2023.

## Galerija
- Odprtje Westgate Tower B
- Westgate Tower B
- Westgate Tower B z dokončanjem zadnjega nadstropja
- Westgate Tower B (Dalmatia Tower) nočni pogled iz 17. nadstropja
- Westgate Tower B (Dalmatia Tower) v gradnji, pogled iz 16. nadstropja
- Westgate Tower  odprtje
- Westgate Tower A podnevi
- Westgate Tower A v gradnji